# Chilly-le-Vignoble
Chilly-le-Vignoble è un comune francese di 583 abitanti situato nel dipartimento del Giura nella regione della Borgogna-Franca Contea.

## Società

### Evoluzione demografica
Abitanti censiti